# فيلبي افيناتي
فيلبي افيناتي (بالإسبانية: Felipe Avenatti) (26 أبريل 1993 بمونتفيدو في الأوروغواي - ) هو لاعب كرة قدم أوروغواني وإسباني في مركز الهجوم. شارك مع منتخب الأوروغواي تحت 20 سنة لكرة القدم. أما مع النوادي، فقد لعب مع ريفر بليت ونادي ترنانا.

## وصلات خارجية
- فيلبي افيناتي على موقع الاتحاد الدولي (مؤرشف)  (الإنجليزية)
- فيلبي افيناتي على موقع قاعدة بيانات كرة القدم.إي يو (الإنجليزية)
- فيلبي افيناتي على موقع Soccerway.com (الإنجليزية)